# Vita Karoli Magni
Vita Karoli Magni nebo Vita Caroli Magni (Život Karla Velikého) je latinský spis franského učence Einharda o životě franského krále a prvního císaře obnovené Říše římské Karla Velikého. Jde o první životopis středověkého evropského panovníka, inspirovaný Suetoniovými De vita Caesarum (Životopisy dvanácti císařů), zvláště pak životopisem císaře Augusta.

## Vznik spisu

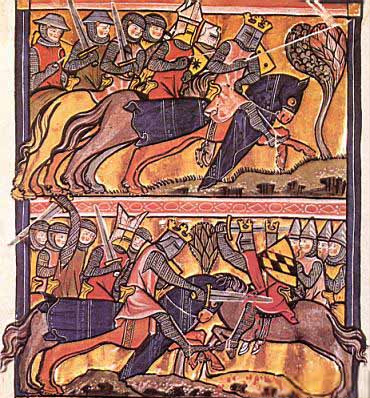
Ilustrace ze 13. století.

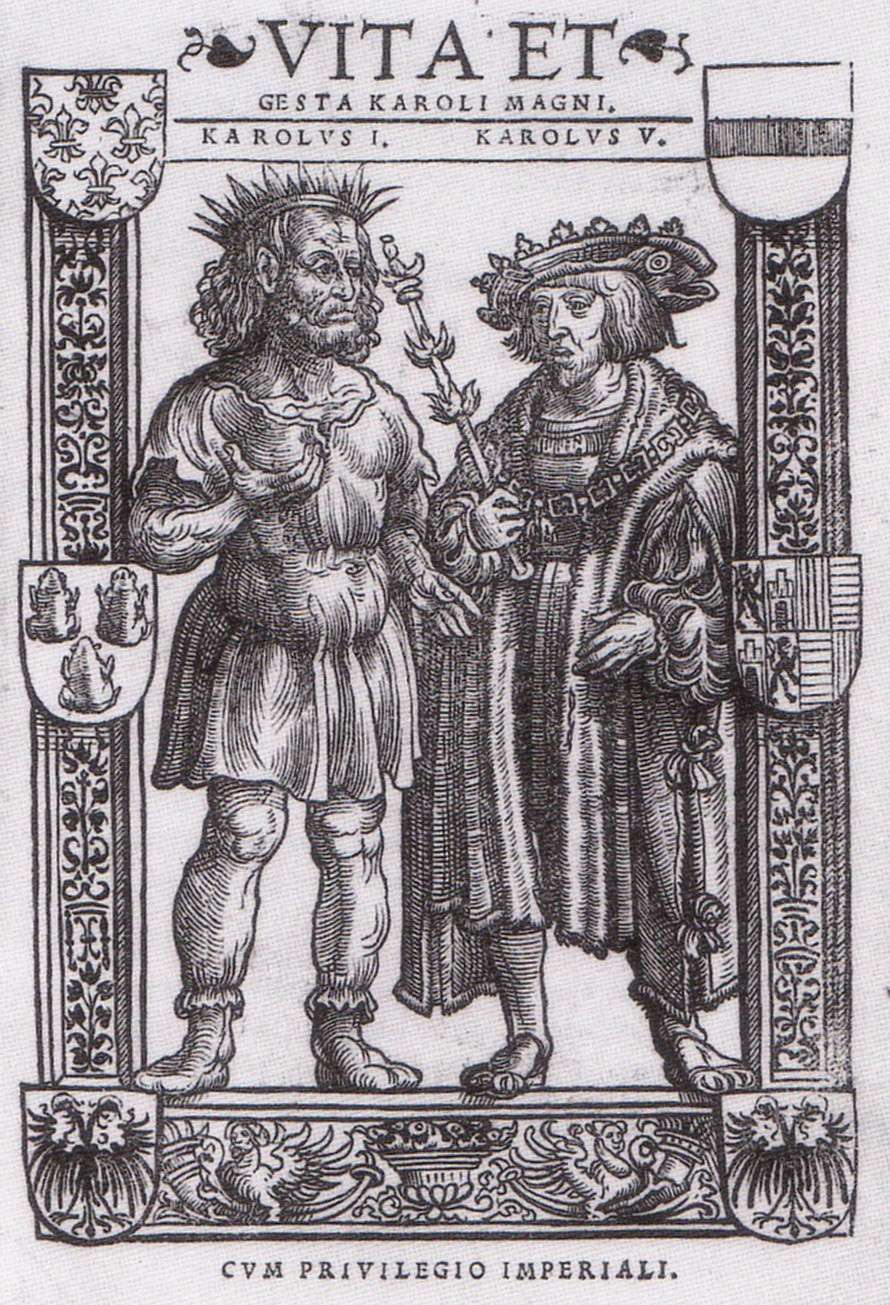
Vydání z roku 1521.

Datum vzniku Života je nejisté. Protože však obsahuje informace o závěti Karla Velikého, je jisté, že musel být napsán po smrti císaře, tedy po roce 814. Byla vytvořena celá řada teorií založených na interpretaci textu v politickém kontextu. Jako nejpravděpodobnější se jeví třicátá léta 9. století, konkrétně roky 829 až 836. Rozdělení spisu do kapitol pochází od opata kláštera v Reichenau Walafrida Straba.

## Vyznění spisu
Einhardovo dílo je jedním z nejvýznamnějších zdrojů pro poznání historie a života raného středověku. Často je mu však vyčítána tendenčnost, protože vylíčení života Karla Velikého je téměř idylické. Karel zde vystupuje jako ideál vladaře a vzor vládnutí, jako panovník, jenž svým mečem sjednotil velkou část Evropy a dal jí řád a mír. Einhard záměrně zamlčuje negativní stránky osobnosti císaře i jeho vlády (například hromadné popravy při válce se Sasy). Spis proto vyznívá jako oslava velikého vladaře a také jako výchovný spis, v němž bylo vynecháno vše, co není hodno napodobení.

## Obsah
Spis obsahuje dvě předmluvy. První předmluva je od opata kláštera v Reichenau Walafrida Straba, který jí napsal krátce po autorově smrti. Píše v ní mimo jiné, že dílo dle vlastního uvážení rozdělil do třiceti tří kapitol, které opatřil nadpisy, aby se čtenář v díle lépe orientoval. Následuje předmluva autora spisu Einharda, ve které vysvětluje důvody, které ho vedly k napsání životopisu.
Životopis neobsahuje žádné informace o Karově narození, dětství a chlapectví, protože se o těchto událostech nedochovala, jak píše Einhard, žádná písemná zpráva. Stručně se zabývá Karlovými předky a vlastní vyprávění začíná rokem 768, kdy se Karel stal králem. Následuje popis Karlových válečných tažení v Akvitánii, proti Langonbadům a Sasům, tažení do Španěl, podmanění Bretonců a Benevenťanů, proti bavorskému vévodovi Tassilovi, se slovanským kmenem Vilců (Velétů) a s Avary a Dány.
Spis pak pokračuje korunovací Karla císařem, charakteristikou přátelských vtahů Karla s jinými panovníky (zejména s chalífem Hárúnem ar-Rašídem a s byzantským císařem Nikeforem) a popisem Karlova zvelebování Franské říše a jeho snah o reformu zákonodárství. Dále je poměrně značná část spisu věnována Karlovu osobnímu životu a rodinným vztahům, jeho pohostinnosti, vzhledu, oděvu, povaze, zvykům, vzdělání, zbožnosti, štědrosti a milosrdenství. Spis končí Karlovými posledními léty (jde především o ustanovení syna Ludvíka spolucísařem), jeho skonem, pohřbem a jeho poslední vůlí, jež je citována doslovně, opisem příslušné listiny.

## Česká vydání
- Einhardus, …a neuniknout budoucímu věku. Vita Caroli Magni. Praha: Set out 1999, přeložil Petr Daniš.